# Langastis
Langastis är ett släkte av fjärilar. Langastis ingår i familjen praktmalar, Oecophoridae.
Kladogram enligt Catalogue of Life:
| Langastis | \| \| Langastis lucescens \| \| \| \| \| \| Langastis ochlica \| \| \| \| |
|           | \| \| Langastis lucescens \| \| \| \| \| \| Langastis ochlica \| \| \| \| |
|           | Langastis lucescens                                                       |
|           |                                                                           |
|           | Langastis ochlica                                                         |
|           |                                                                           |